# Egy szerelem három éjszakája
Egy szerelem három éjszakája è un film del 1967 diretto da György Révész.